# Hans Klaps
Hans Klaps (* 14. Mai 1936 in Lobberich; † 18. März 2015) war ein deutscher Politiker (SPD). Von 1990 bis 1995 und von 1998 bis 2000 war er Mitglied des Nordrhein-Westfälischen Landtages. Klaps lebte in Brüggen.
Nach dem Besuch der Volksschule machte er eine Ausbildung zum Samtweber und war danach 31 Jahre lang zunächst bei den Niedieck-Werken, anschließend bei der Girmes GmbH in Lobberich und Grefrath beschäftigt. Ab 1968 war er Mitglied des Betriebsrates der Girmes GmbH, darunter von 1984 bis zu seiner Pensionierung 1999 als Betriebsratsvorsitzender. Zudem gehörte er seit 1977 als Arbeitnehmervertreter dem Aufsichtsrat des Unternehmens an.

## Politik
Seit 1951 war Klaps Mitglied der Gewerkschaft Textil-Bekleidung (GTB); 1994 wurde er in deren Hauptvorstand gewählt. Nach Zusammenlegung der Gewerkschaften gehörte er seit 1998 der IG Metall an. 1969 trat er in die SPD ein. Seit 1975 war er Mitglied des Kreistages von Viersen. Ab 1977 gehörte er dem Bezirksverband der Arbeitsgemeinschaft der SPD für Arbeitnehmerfragen an, ab 1991 als dessen stellvertretender Landesvorsitzender. 1990 wurde Klaps erstmals als Direktkandidat des Wahlkreises Viersen II in den nordrhein-westfälischen Landtag gewählt, dem er bis 1995 angehörte. Dort war er in dem Ausschuss für Landwirtschaft, Forsten und Naturschutz, in dem Ausschuss Haushaltskontrolle sowie in dem Ausschuss Mensch und Technik tätig. 1998 zog er als Nachrücker erneut in den Landtag ein und gehörte diesem bis ins Jahr 2000 an.

## Auszeichnung
1995 erhielt Klaps für seine zwanzigjährige Mitgliedschaft des Kreistages die Ehrenplakette des Kreises Viersen. Zudem wurde er 1998 mit dem Bundesverdienstkreuz am Bande ausgezeichnet.